# Balatonfenyves
Balatonfenyves è un comune dell'Ungheria di 2.108 abitanti (dati 2008) situata nella contea di Somogy, nell'Ungheria centro-occidentale.